# ۷۲ قهرمان (فیلم)
۷۲ قهرمان (چینی: 英雄·喋血) فیلمی در ژانر درام است که در سال ۲۰۱۱ منتشر شد. از بازیگران آن می‌توان به لیو کای-چی اشاره کرد.